# Phytophlops nigricella
Phytophlops nigricella är en fjärilsart som beskrevs av Pierre E.L. Viette 1958. Phytophlops nigricella ingår i släktet Phytophlops och familjen plattmalar. Inga underarter finns listade i Catalogue of Life.